# راکووا بارا
راکووا بارا (به صربی: Rakova Bara) یک منطقهٔ مسکونی در صربستان است که در کوچوو واقع شده‌است. راکووا بارا ۴۶۴ نفر جمعیت دارد.